# ریکو نارومی
ریکو نارومی (انگلیسی: Riko Narumi؛ زادهٔ ۱۸ اوت ۱۹۹۲) مانکن و هنرپیشه ژاپنی است. وی از سال ۱۹۹۷ میلادی تاکنون مشغول فعالیت بوده‌است. 
از فیلم‌هایی که وی در آن نقش داشته است، می‌توان به جنگ بزرگ یوکای، سامورایی آشپز و آخرالزمان یاکوزا اشاره کرد.